# Banksia ser. Abietinae
Banksia ser. Abietinae es una serie del género Banksia.  Se compone de  trece especies  que tienen  inflorescencias cilíndricas o casi.

## Especies
- Banksia grossa
- Banksia incana
- Banksia lanata
- Banksia laricina
- Banksia leptophylla
- Banksia meisneri
- Banksia micrantha
- Banksia nutans
- Banksia pulchella
- Banksia scabrella
- Banksia sphaerocarpa
- Banksia telmatiaea
- Banksia violacea